# Teresa Billington-Greig
Teresa Billington-Greig (15 de octubre de 1877, Preston, Lancashire - 21 de octubre de 1964) fue una sufragista del Reino Unido que ayudó a crear la Women's Freedom League. Dejó otra organización de sufragio —la WSPU (Unión Social y Política de las Mujeres)— ya que consideraba que el liderazgo era demasiado autocrático.

## Biografía
Teresa Billington-Greig nació en Preston, Lancashire, en 1877 y se educó en Blackburn en una familia de pañeros. Aunque provenía de una familia católica, Billington-Greig molestó a sus padres cuando se convirtió en agnóstica en su adolescencia. Habiendo dejado la escuela sin ningún título, fue aprendiz del oficio de sombrerera. Sin embargo, se escapó de casa y se educó en clases nocturnas para convertirse en maestra. Trabajó como profesora en una escuela católica de Mánchester, estudiando en la Universidad de Mánchester en su tiempo libre, hasta que su propio agnosticismo lo hizo imposible. A partir de ahí, Billington-Greig se unió al servicio de la Escuela de Educación Municipal, donde sus creencias religiosas la pusieron en conflicto con sus empleadores. Sin embargo, a través del Comité de Educación allí conoció a Emmeline Pankhurst en 1903, quien encontró su trabajo en una escuela judía, mientras que ese mismo año se convirtió en miembro y organizadora del Partido Laborista Independiente. En abril de 1904 fue la fundadora y secretaria honoraria de la rama de Mánchester de la Liga de Igualdad Salarial dentro de la Unión Nacional de Mujeres Docentes.
En 1904, fue nombrada por la Unión Social y Política de las Mujeres (WSPU) como una de sus oradoras itinerantes. Fue enviada a Londres con Annie Kenney, a quien había inspirado con su «mazo de lógica y fría razón» como oradora, para fomentar el movimiento allí y crear una organización con sede en Londres, que finalmente se convirtió en la sede de la Unión. Esto se hizo con un pequeño presupuesto financiero. Al año siguiente Keir Hardie le pidió que se convirtiera en la segunda organizadora a tiempo completo en su trabajo con el Partido Laborista, y en esta capacidad organizó publicidad y manifestaciones, incluyendo el 25 de abril de 1906, la presentación de una pancarta de Votes for Women ("Votos para las mujeres") desde la «Galería de Damas» durante el debate en la Cámara de los Comunes a los abucheos y gritos, así como trabajar en la construcción de la nueva sede nacional del grupo laborista en Londres. En junio de 1906, Billington-Greig fue arrestado en una reyerta fuera de la casa de Herbert Henry Asquith y más tarde fue sentenciado a una multa o dos meses en la prisión de Holloway. Fue la primera sufragista en ser enviada a la prisión de Holloway aunque un lector anónimo del Daily Mirror pagó la multa. Más tarde, en el mismo mes, de junio de 1906, fue enviada a organizar la WSPU en Escocia donde influyó en Janie Allan, entre otras muchas, y fue aquí donde se casó con Frederick Lewis Greig en 1907. Acordaron adoptar un apellido común de Billington-Greig. Antes de eso había ayudado a la WSPU a hacer campaña contra el candidato liberal en la elección parcial de Huddersfield con Emmeline Pankhurst y Annie Kenney, impresionando a la activista local Hannah Mitchell. Sin embargo, las crecientes diferencias con la familia Pankhurst, la llevaron a renunciar como organizadora remunerada de la WSPU, aunque permaneció en el grupo como miembro hasta octubre de 1907.
En octubre de 1907, Emmeline Pankhurst suspendió la constitución y asumió el gobierno de la WSPU con su hija Christabel Pankhurst. Varios miembros prominentes dejaron la WSPU, incluyendo a Billington-Greig, Edith How-Martyn y Charlotte Despard que junto con Alice Abadam, Marion Coates-Hansen, Irene Miller, Bessie Drysdale, Maude Fitzherbert firmó una carta abierta a Emmeline Pankhurst explicando su inquietud el 14 de septiembre de 1907 por la forma en que se dirigía la organización y pasó a formar la Women's Freedom League (WFL), cuyo lema era «Atrévete a ser libre», gobernada sobre la base de la democracia organizativa. En un principio, Billington-Greig fue nombrada Secretario Nacional Honorario de Organización de la Liga.

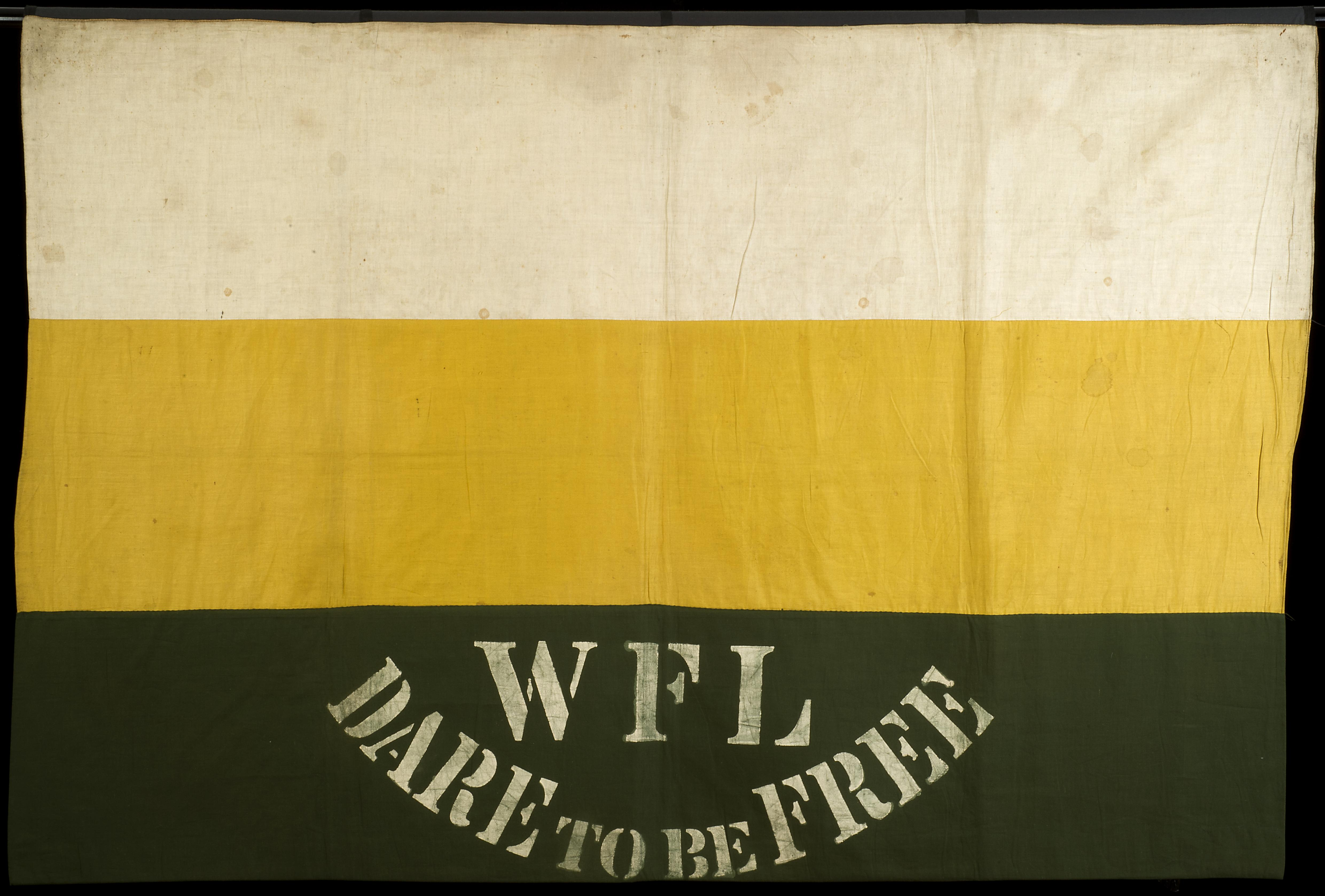
Colores y lema de Freedom League para mujeres 1908. Original en LSE Library.

Sin embargo, Billington-Greig renunció una vez más en 1910 cuando la WFL emprendió una nueva campaña de militancia después de la derrota del Proyecto de Ley de Conciliación. 
Aunque no se unió inmediatamente a otra organización, Billington-Greig continuó escribiendo y llevando a cabo actividades de oratoria, actividades que continuó durante toda su vida. También cuidó de su hija Fiona, nacida en diciembre de 1915, y apoyó a la empresa de mesas de billar de su marido. Su única labor organizativa hasta 1937 fue en el ámbito del deporte, incluyendo la puesta en marcha de la Asociación Femenina de Billar.  Luego se unió de nuevo a la Woman's Freedom League, trabajando para su Comité Electoral Femenino. Después de la Segunda Guerra Mundial se convirtió en el grupo Women for Westminster, con el que siguió participando. Posteriormente participó en la Conferencia sobre el Punto de Vista Femenino (1947-1951) y después de 1958 fue miembro del Six Point Group mientras escribía su relato sobre el Movimiento del Sufragio.
Tenía un gran interés en la historia del movimiento del sufragio, así como en sus escritos sobre el tema, y compiló muchas biografías. Algunas de ellas fueron creadas para los obituarios del The Guardian. Sus escritos en nombre de la causa de las mujeres —pero hasta cierto punto en crítica de la misma— incluyeron The Militant Suffrage Movemen, publicado en 1911. Entre sus artículos de crítica de la política del movimiento del sufragio se encuentra Feminism and Politics, publicado en la revista Contemporary Review en 1911, en el que escribió: «no hay ninguna organización feminista ni ningún programa feminista. Y aunque el primero no es esencial, el segundo sí lo es». Hizo críticas similares en un documento inédito, The Feminist Revolt: An Alternate Policy, afirmando que «el movimiento militante se ha mantenido en un camino recto y estrecho, y para no tocar la vida se ha cubierto de artificio e hipocresía». En lugar de los métodos militantes entonces comunes —ataques a la propiedad, por ejemplo—, recomendó que las sufragistas probaran nuevas tácticas: «Por un lado, se podría protestar dentro del Tribunal de Policía, por otro lado, fuera, en reuniones públicas y en la prensa pública ... Las huelgas y los boicots podrían emplearse en nuevas líneas feministas». Escribió innumerables artículos para diversas revistas. Sus intereses eran amplios y estaba involucrada en un gran número de organizaciones de mujeres. Tenía fuertes opiniones sobre una variedad de temas de interés público, pero especialmente sobre la igualdad entre los sexos en la educación y en el matrimonio. Murió en 1964.

## Reconocimiento póstumo
Su nombre y fotografía y los de otras 58 mujeres que apoyaron el sufragio, están en el zócalo de la escultura de Millicent Fawcett en Parliament Square, Londres, inaugurada en 2018.